# باشگاه فوتبال اسکانتورپ یونایتد
باشگاه فوتبال اسکانتورپ یونایتد (به انگلیسی: Scunthorpe United Football Club) یک باشگاه فوتبال در شهر اسکان‌ثورپ، کشور انگلستان است که در سال ۱۸۹۹ میلادی تأسیس شده‌است.